# Casa editrice universitaria

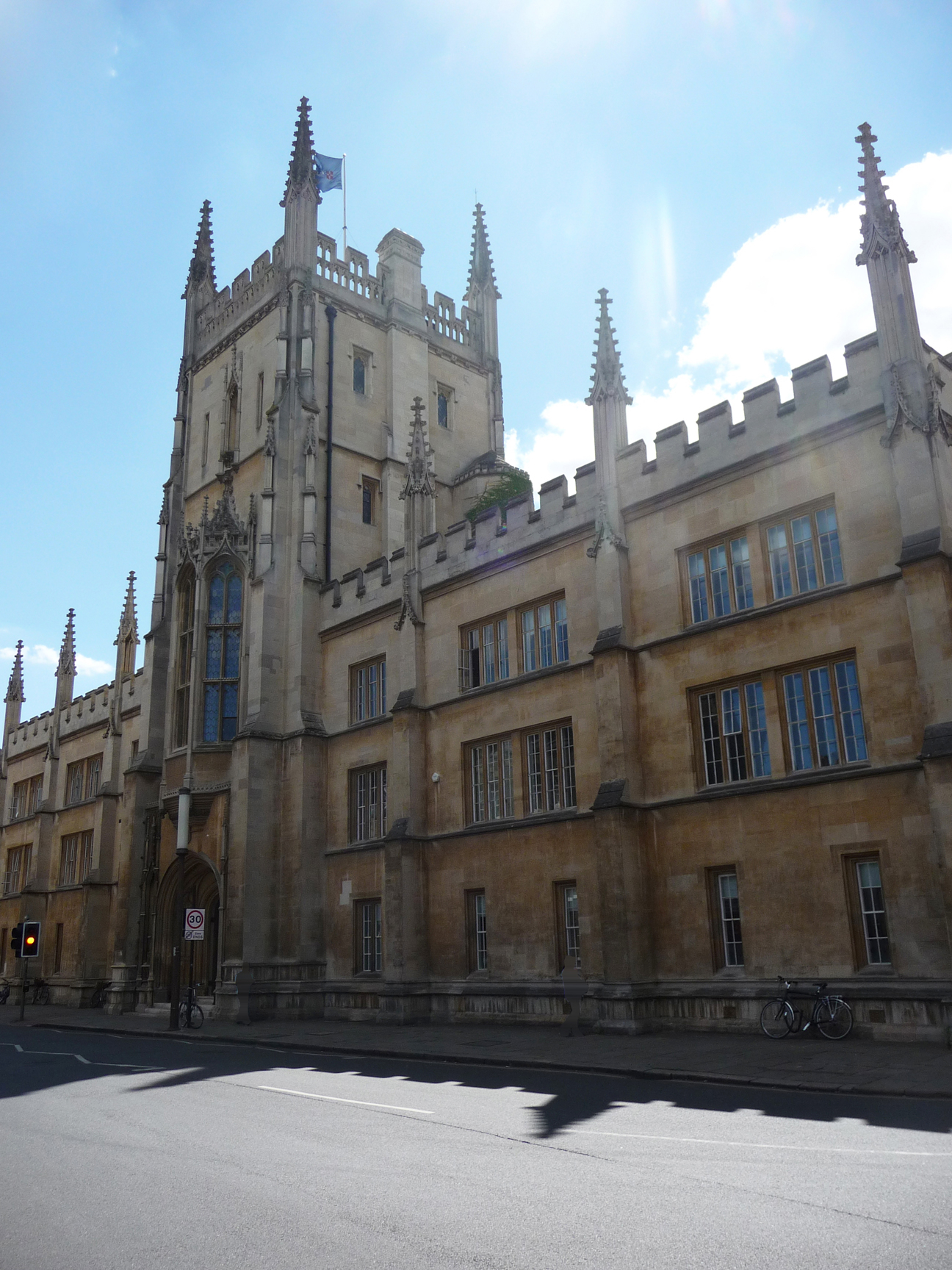
Il Pitt Building a Cambridge, un tempo sede della Cambridge University Press e in seguito edificio usato come sala conferenze

Una casa editrice universitaria, in inglese university press, è una casa editrice legata ad un'università specializzata in monografie e riviste. La maggior parte sono organizzazioni senza scopo di lucro e sono parte integrante dell'ente universitario di ricerca cui afferiscono.

## Descrizione
Le case editrici universitarie pubblicano opere che sono state revisionate da studiosi del settore. Producono principalmente opere accademiche, ma spesso hanno anche libri commerciali per un pubblico non specialistico. Anche questi libri commerciali vengono sottoposti a revisione paritaria. Poiché i libri accademici sono per lo più non redditizi, la stampa universitaria può anche pubblicare libri di testo e opere di consultazione, che tendono ad avere un pubblico più ampio e vendere più copie. La maggior parte degli editori universitari opera in perdita e viene sovvenzionata dai proprietari; altre sono tenute a raggiungere il punto di pareggio. La domanda è diminuita poiché i budget delle biblioteche sono stati ridotti e le vendite online di libri usati hanno ridotto il mercato del nuovo libro. Molte case editrici universitarie stanno sperimentando l'editoria elettronica.
Il modello organizzativo delle university press è particolarmente diffuso nelle università dei paesi anglosassoni (negli USA: Columbia University Press, University of California Press e Yale University Press; nel Regno Unito: Oxford University Press e Cambridge University Press) ma si trovano esempi in tutto il mondo come ad esempio l'italiana Bononia University Press o l'olandese Amsterdam University Press.